# بوکلبرگ اشتادیون
بوکلبرگ اشتادیون (تلفظ [ˈbø:kl̩bɛʁkˌʃta:di̯ɔn])، یک ورزشگاه فوتبال در شهر مونشن‌گلادباخ، آلمان بود. این ورزشگاه محل برگزاری بازی‌های خانگی باشگاه فوتبال بروسیا مونشن‌گلادباخ از سال ۱۹۱۹ تا ۲۰۰۴ و قبل از ورزشگاه بروسیا پارک، بود.